# مخلصة (اسم)
مخلصة هو اسم علم مؤنث من أصل عربي، ومعناه هو صفة مشبهة، من الفعل أخلص والمعنى الصدوقة الودودة الوفية، الشديدة الإخلاص.

## وصلات خارجية
- موسوعة السلطان قابوس لأسماء العرب